# Telem (Har Chevron)
Telem (hebrejsky תֶּלֶם, doslova „Brázda“, v oficiálním přepisu do angličtiny Telem) je izraelská osada typu společná osada (jišuv kehilati) na Západním břehu Jordánu v distriktu Judea a Samaří a v Oblastní radě Har Chevron.

## Geografie
Leží cca 8 kilometrů severozápadně od centra Hebronu, cca 30 kilometrů jihozápadně od historického jádra Jeruzalému a cca 60 kilometrů jihovýchodně od centra Tel Avivu, v nadmořské výšce 720 metrů v západní části Judska a Judských hor. Severovýchodně od vesnice probíhá vádí Nachal Telem. Na dopravní síť Západního břehu Jordánu je napojena pomocí silnice číslo 35, která propojuje okolí Hebronu s městem Kirjat Gat.
Telem je izolovanou židovskou vesnicí ležící sice jen cca 8 kilometrů za Zelenou linií oddělující Západní břeh Jordánu od Izraele v jeho mezinárodně uznávaných hranicích, ale v obklopení prstencem lidnatých palestinských sídel jako aglomerace převážně palestinského Hebronu na východě nebo město Tarkumija na severozápadě. Cca 7 kilometrů jižním směrem leží palestinské město Dura . V enklávě, ve které se nachází vesnice Telem, leží ještě jedna izraelská osada, a to Adora.

## Dějiny
Telem leží na Západním břehu Jordánu, jehož osidlování bylo zahájeno Izraelem až po jeho dobytí izraelskou armádou, tedy po roce 1967. Vesnice byla zřízena roku 1982. Už v srpnu 1980 izraelská vláda rozhodla o výstavbě série nových osad na okupovaných územích, včetně lokality nazývané tehdy Micpe Guvrin (Mitzpe Guvrin). Proti záměru se ale odvolal vicepremiér Jigael Jadin. Vláda jeho námitky zamítla v usnesení z 24. srpna 1980 a potvrdila svůj záměr. 10. ledna 1981 izraelská vláda opětovně rozhodla, že osadu Micpe Guvrin zřídí. 31. ledna 1982 zde skutečně vznikla nová osada typu nachal tedy kombinace vojenského a civilního osídlení.
Podle původní dohody měla armáda po dva roky mít kontrolu nad životem v osadě. V té době již tu žili i první civilisté, ale pobývali a stravovali se společně s vojáky. Až v listopadu 1983 byla vesnice proměněna na ryze civilní sídlo. Jádro prvních osadníků tvořili stoupenci pravicového hnutí Cherut a Betar. Slavnostní převod vesnice do civilních rukou proběhl 13. listopadu 1983 za účasti tehdejšího ministra obrany Mošeho Arense. Zpočátku měla charakter družstevního mošavu, později ale bylo rozhodnuto o rozvolnění komunitního charakteru.
Detailní územní plán zde počítal s výhledovou kapacitou 104 bytových jednotek, z nichž byla zatím realizována cca polovina. V roce 2002 se vedení obce rozhodlo vyzvat k příchodu nábožensky založené rodiny z nedalekého Kirjat Arba. Tito nově příchozí zde pak v roce 2003 založili ješivu Šavej Chevron (שבי חברון), později přejmenovanou na Ješivat Netivot Dror (podle Drora Weinberga - důstojníka izraelské armády zabitého během druhé intifády.
Počátkem 21. století nebyl Telem pro svou izolovanou polohu ve vnitrozemí Západního břehu Jordánu stejně jako téměř celá oblast Oblastní rady Har Chevron zahrnut do Izraelské bezpečnostní bariéry.
Během druhé intifády byla bezpečnostní situace v okolí vesnice kvůli její izolovanosti složitá. K obětem na životech ale mezi obyvateli Telem nedošlo (na rozdíl od masakru ve vedlejší obci Adora). 28. prosince 2007 ovšem došlo k teroristickému útoku, při kterém byli zabiti dva židovští turisté v nedalekém údolí při Nachal Telem. Dva palestinští pachatelé se pak sami vydali do rukou izraelských bezpečnostních složek.

## Demografie
Obyvatelstvo obce Telem je v databázi rady Ješa popisováno jako smíšené, tedy složené ze sekulárních i nábožensky založených Izraelců. Původně šlo o sekulární osadu, ale po roce 2002 sem přišly nábožensky založené rodiny z Kirjat Arba, které měly posílit stagnující populaci této izolované osady. Tento úkol se zdařil, protože třebaže stále jde o malé sídlo vesnického typu, růst obyvatelstva je vysoký a vylidňování z dob Druhé intifády se zastavilo.
Podle údajů z roku 2014 tvořili naprostou většinu obyvatel Židé (včetně statistické kategorie "ostatní", která zahrnuje nearabské obyvatele židovského původu ale bez formální příslušnosti k židovskému náboženství). K 31. prosinci 2014 zde žilo 278 lidí. Během roku 2014 populace stoupla o 6,5 %.
| Rok            | 1993 | 1994 | 1995 | 1996 | 1997 | 1998 | 1999 | 2000 | 2001 | 2002 | 2003 | 2004 | 2005 | 2006 | 2007 | 2008 | 2009 | 2010 | 2011 | 2012 | 2013 | 2014 |
| -------------- | ---- | ---- | ---- | ---- | ---- | ---- | ---- | ---- | ---- | ---- | ---- | ---- | ---- | ---- | ---- | ---- | ---- | ---- | ---- | ---- | ---- | ---- |
| Počet obyvatel | 73   | 80   | 83   | 69   | 88   | 96   | 101  | 97   | 93   | 76   | 127  | 141  | 152  | 167  | 192  | 176  | 217  | 242  | 251  | 241  | 261  | 278  |